# Виктория (кондитерская фабрика)
ООО «Виктория» — одна из ведущих кондитерских фабрик, крупнейший производитель мучных кондитерских изделий длительного хранения на Юге России. Основана в 1947 году как Белореченский пищекомбинат. Основу ассортимента составляют фасованные мучные бисквитные кондитерские изделия: бисквитные батончики, рулеты, пирожные, торты, кексы, коржи и другие. Помимо этого выпускаются изделия по экскурсионной технологии — сухие завтраки, кукурузные палочки и ряд наименований нефасованных сладостей. Продукция ООО «Виктория» выпускается под торговыми марками «Выбери меня», «Бисквитфаворит», «Коломбо». Кондитерская фабрика «Виктория» относится к разряду градообразующих предприятий города Белореченска. Её производственные корпуса расположены на территории более 12 га, штат насчитывает свыше 700 человек.